# Sebastián Martínez Muñoz
Sebastián Martínez Muñoz (Santiago, 6 de junho de 1993) é um futebolista chileno que joga como volante na Universidad de Chile. Ele é irmão de Christian Martínez, jogador do Audax Italiano.

## Carreira
Formado na Universidad de Chile, Martínez estreou em 22 de outubro de 2011, substituindo Gabriel Vargas no empate da Universidad de Chile contra o Palestino em partida válida pelo Campeonato Chileno. Ainda jogou mais 4 partidas deste campeonato.
Durante o primeiro semestre de 2012, Martínez teve mais chances e jogou 11 partidas do Apertura do mesmo ano. Na Copa Libertadores, jogou 4 partidas, sendo uma como titular, contra o Atlético Nacional no Estádio Santa Laura.
No segundo semestre, depois da venda de Marcelo Díaz para o Basel da Suíça, Martínez se consolidou como titular e jogou todos os torneios em que a la "U" participou.

## Seleção Chilena
Ele foi convocado pelo treinador Mario Salas para representar a Seleção Chilena Sub-20 no Campeonato Sul-Americano Sub-20 de 2013.

## Estatísticas
Até 24 de fevereiro de 2013.

### Clubes
| Clube                | Temporada         | Campeonato nacional | Campeonato nacional | Copa nacional[a] | Copa nacional[a] | Competições continentais[b] | Competições continentais[b] | Outros torneios[c] | Outros torneios[c] | Total | Total |
| Clube                | Temporada         | Jogos               | Gols                | Jogos            | Gols             | Jogos                       | Gols                        | Jogos              | Gols               | Jogos | Gols  |
| -------------------- | ----------------- | ------------------- | ------------------- | ---------------- | ---------------- | --------------------------- | --------------------------- | ------------------ | ------------------ | ----- | ----- |
| Universidad de Chile | 2011              | 5                   | 0                   | 0                | 0                | 0                           | 0                           | 1                  | 0                  | 6     | 0     |
| Universidad de Chile | 2012              | 22                  | 0                   | 1                | 0                | 10                          | 0                           | —                  | —                  | 33    | 0     |
| Universidad de Chile | 2013              | 2                   | 0                   | 0                | 0                | 2                           | 0                           | —                  | —                  | 4     | 0     |
| Universidad de Chile | Total             | 29                  | 0                   | 1                | 0                | 12                          | 0                           | 1                  | 0                  | 43    | 0     |
| Total na carreira    | Total na carreira | 29                  | 0                   | 1                | 0                | 12                          | 0                           | 1                  | 0                  | 43    | 0     |

- a. ^ Jogos da Copa Chile
- b. ^ Jogos da Copa Libertadores e Copa Sul-Americana
- c. ^ Jogos do Jogo amistoso

## Títulos
Universidad de Chile
- Campeonato Chileno (Torneo Clausura): 2011